# Maisontiers
Maisontiers är en kommun i departementet Deux-Sèvres i regionen Nouvelle-Aquitaine i västra Frankrike. Kommunen ligger i kantonen Saint-Loup-Lamairé som tillhör arrondissementet Parthenay. År 2022 hade Maisontiers 130 invånare.

## Befolkningsutveckling
Antalet invånare i kommunen Maisontiers
| Referens: INSEE |